# CoRoT-7

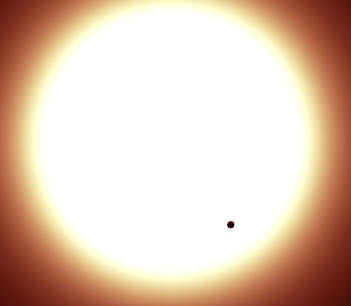
Concepção artística do COROT-7b transitando pela anã amarela COROT-7.

CoRoT-7 (TYC 4799-1733-1) é um sistema estelar binário composto por uma estrela do tipo G tardio e uma estrela anã M que foi descoberta em 2021. A estrela primária possui 3 exoplanetas, incluindo CoRoT-7b, um exoplaneta super-Terra que é notável devido à sua temperatura extremamente alta (cerca de 2000 °C) e período orbital muito curto, torno de 20H. Foi o primeiro exoplaneta que se demonstrou ser rochoso. O sistema tem o nome de CoRoT-7 em homenagem ao telescópio espacial CoRoT, que descobriu os exoplanetas ao redor da estrela CoRoT-7A. O sistema estelar está a Quinhentos e vinte anos-luz (159,433 Parsecs) da Terra.

## Componentes estelares

### CoRoT-7A
A principal estrela, CoRoT-7A, é uma estrela da sequência principal do tipo G, ligeiramente menor, mais fria e mais jovem que o Sol. Ela tem uma magnitude aparente de 11,67, mais fraca que Proxima Centauri (mag. 11,05), a estrela mais próxima do Sol, e é fraca demais para ser vista a olho nu. Esta estrela está a aproximadamente 520 anos-luz(159,433 Parsecs) de distância do Sistema Solar, na constelação de Monoceros (Também conhecida como o Unicórnio).

### CoRoT-7B
O companheiro móvel de CoRoT-7A, chamado de CoRoT-7B foi descoberto em 2021. CoRoT-7B É uma estrela anã vermelha.

## Localização e propriedades
A estrela está localizada no campo de visão LRa01 da espaçonave CoRoT. Fica a cerca de 500 anos-luz (153,301 Parsecs) da Terra. De acordo com o site do projeto, este campo está na constelação de Monoceros. Dados publicados listam as propriedades estelares como sendo uma anã amarela G9V com uma temperatura de 5250 K(4976,85°C), um raio de cerca de 82% do Sol e uma massa de cerca de 91% do Sol, Mas outras fontes a listaram como uma anã laranja. Estima-se que a estrela esteja a cerca de 150 parsecs (489,235 Anos Luz) de distância e com uma idade na faixa de 1,2 a 2,3 bilhões de anos, mas é muito mais jovem que a nossa própria estrela, que tem uma idade de 4,6 bilhões de anos. O período de rotação da estrela, inferido pela curva de luz obtida pelo CoRoT, é de cerca de 23 dias.

## Sistema planetário
A estrela primária é orbitada pelos exoplanetas super-Terra CoRoT-7b e CoRoT-7c, ambos descobertos em 2009. Um terceiro planeta, chamado de CoRoT-7d, inicialmente proposto em um estudo de 2010, foi confirmado em 2022. A descoberta do planeta interno foi feita usando o método de trânsito pelo programa CoRoT. CoRoT-7b é notável por seu tamanho relativamente pequeno, comparado a outros exoplanetas conhecidos na época.
Devido à proximidade com sua estrela, esses exoplanetas não podem ser vistos em um telescópio ; apenas seu efeito gravitacional pode ser detectado pelo efeito Doppler no espectro eletromagnético da estrela (método da velocidade radial), bem como trânsitos do planeta b. Foi relatado que esta estrela tem atividade estelar, tornando o processo de confirmação para CoRoT-7b mais difícil. Na verdade, as estimativas de massa são afetadas por uma grande incerteza devido à atividade estelar que perturba as medições de velocidade radial necessárias para "pesar" os planetas e exoplanetas.
O CoRoT-7d foi proposto pela primeira vez por AP Hatzes et al. em 2010 pelo método da velocidade radial. A existência do CoRoT-7d foi contestada por um estudo de 2014, que concluiu que o sinal de velocidade radial era mais provavelmente um artefato da rotação estelar. No entanto, um estudo de 2022 forneceu fortes evidências da existência de CoRoT-7d, e agora ele está listado como um planeta confirmado no Arquivo de Exoplanetas da NASA. A massa do CoRoT-7d é 17,1 vezes Maior do que a da Terra, mas seu volume e diâmetro são desconhecidos. Um ano no CoRoT-7d seria equivalente a 8.966 dias (24 Anos) na Terra.